# Élections législatives de 1981 en Dordogne
Les élections législatives françaises de 1981 en Dordogne se déroulent les 14 et 21 juin 1981.

## Élus
| Circonscription | Député sortant | Parti | Parti | Député élu ou réélu | Parti | Parti |
| --------------- | -------------- | ----- | ----- | ------------------- | ----- | ----- |
| 1re             | Yves Guéna     |       | RPR   | Roland Dumas        |       | PS    |
| 2e              | Michel Suchod  |       | PS    | Michel Suchod       |       | PS    |
| 3e              | Alain Bonnet   |       | MRG   | Alain Bonnet        |       | MRG   |
| 4e              | Lucien Dutard  |       | PCF   | Lucien Dutard       |       | PCF   |

## Positionnement des partis
Le Parti socialiste et le Mouvement des radicaux de gauche présentent des candidats communs tandis que la majorité sortante RPR-UDF-CNIP se présente sous le sigle « Union pour la nouvelle majorité ». Enfin, le Parti communiste présente des candidats sous l'appellation « majorité d'union de la gauche ».

## Résultats

### Résultats à l'échelle du département
| Parti          | Parti                              | Premier tour | Premier tour | Second tour | Second tour | Sièges |
| Parti          | Parti                              | Voix         | %            | Voix        | %           | Sièges |
| -------------- | ---------------------------------- | ------------ | ------------ | ----------- | ----------- | ------ |
|                | Parti socialiste                   | 63 065       | 28,60        | 71 971      | 30,71       | 2      |
|                | Parti communiste français          | 52 340       | 23,73        | 32 582      | 13,90       | 1      |
|                | Mouvement des radicaux de gauche   | 21 181       | 9,60         | 35 430      | 15,12       | 1      |
|                | Majorité présidentielle            | 136 586      | 61,93        | 139 983     | 59,74       | 4      |
|                |                                    |              |              |             |             |        |
|                | Rassemblement pour la République   | 76 969       | 34,90        | 94 352      | 40,26       | 0      |
|                | Union pour la démocratie française | 4 754        | 2,16         |             |             | 0      |
|                | Divers droite                      | 1 472        | 0,67         | 0           |             |        |
|                | Union pour la nouvelle majorité    | 83 195       | 37,72        | 94 352      | 40,26       | 0      |
|                |                                    |              |              |             |             |        |
|                | Lutte ouvrière                     | 766          | 0,35         |             |             | 0      |
|                |                                    |              |              |             |             |        |
| Inscrits       | Inscrits                           | 293 950      | 100,00       | 293 873     | 100,00      | 4      |
| Abstentions    | Abstentions                        | 69 666       | 23,7         | 53 675      | 18,26       |        |
| Votants        | Votants                            | 224 284      | 76,3         | 240 198     | 81,74       |        |
| Blancs et nuls | Blancs et nuls                     | 3 737        | 1,67         | 5 863       | 2,44        |        |
| Exprimés       | Exprimés                           | 220 547      | 98,33        | 234 335     | 97,56       |        |

### Résultats par circonscription

#### Première circonscription (Périgueux)
| Candidat       | Candidat           | Parti          | Premier tour | Premier tour | Second tour | Second tour |  |
| Candidat       | Candidat           | Parti          | Voix         | %            | Voix        | %           |  |
| -------------- | ------------------ | -------------- | ------------ | ------------ | ----------- | ----------- |  |
|                | Yves Guéna sortant | RPR (UNM)      | 25 945       | 41,43        | 28 545      | 42,89       |  |
|                | Roland Dumas élu   | PS             | 21 834       | 34,87        | 38 002      | 57,11       |  |
|                | Roger Gorse        | PCF            | 14 839       | 23,70        | Retrait     | Retrait     |  |
|                |                    |                |              |              |             |             |  |
| Inscrits       | Inscrits           | Inscrits       | 80 317       | 100,00       | 80 288      | 100,00      |  |
| Abstentions    | Abstentions        | Abstentions    | 16 791       | 20,91        | 12 538      | 15,62       |  |
| Votants        | Votants            | Votants        | 63 526       | 79,09        | 67 750      | 84,38       |  |
| Blancs et nuls | Blancs et nuls     | Blancs et nuls | 908          | 1,43         | 1 203       | 1,78        |  |
| Exprimés       | Exprimés           | Exprimés       | 62 618       | 98,57        | 66 547      | 98,22       |  |

#### Deuxième circonscription (Bergerac)
| Candidat       | Candidat                    | Parti          | Premier tour | Premier tour | Second tour | Second tour |  |
| Candidat       | Candidat                    | Parti          | Voix         | %            | Voix        | %           |  |
| -------------- | --------------------------- | -------------- | ------------ | ------------ | ----------- | ----------- |  |
|                | Michel Suchod sortant réélu | PS             | 23 347       | 45,78        | 33 969      | 61,30       |  |
|                | Jean Taulelle               | RPR (UNM)      | 17 773       | 34,85        | 21 176      | 38,70       |  |
|                | Jean-Pierre Raffier         | PCF            | 7 640        | 15,00        |             |             |  |
|                | Robert Talec                | Divers droite  | 1 472        | 2,89         |             |             |  |
|                | Annie Rieupet               | LO             | 766          | 1,50         |             |             |  |
|                |                             |                |              |              |             |             |  |
| Inscrits       | Inscrits                    | Inscrits       | 72 461       | 100,00       | 72 455      | 100,00      |  |
| Abstentions    | Abstentions                 | Abstentions    | 20 323       | 28,05        | 15 907      | 21,95       |  |
| Votants        | Votants                     | Votants        | 52 138       | 71,95        | 56 548      | 78,05       |  |
| Blancs et nuls | Blancs et nuls              | Blancs et nuls | 1 140        | 2,19         | 1 133       | 2           |  |
| Exprimés       | Exprimés                    | Exprimés       | 50 998       | 97,81        | 55 415      | 98          |  |

#### Troisième circonscription (Nontron)
| Candidat       | Candidat                   | Parti          | Premier tour | Premier tour | Second tour | Second tour |  |
| Candidat       | Candidat                   | Parti          | Voix         | %            | Voix        | %           |  |
| -------------- | -------------------------- | -------------- | ------------ | ------------ | ----------- | ----------- |  |
|                | Alain Bonnet sortant réélu | MRG            | 21 181       | 40,33        | 35 430      | 63,35       |  |
|                | Pierre Beylot              | RPR (UNM)      | 14 645       | 27,88        | 20 494      | 36,65       |  |
|                | Guy Besse                  | PCF            | 11 944       | 22,74        | Retrait     | Retrait     |  |
|                | Pierre Rocher              | UDF (PR) (UNR) | 4 754        | 9,05         |             |             |  |
|                |                            |                |              |              |             |             |  |
| Inscrits       | Inscrits                   | Inscrits       | 69 507       | 100,00       | 69 477      | 100,00      |  |
| Abstentions    | Abstentions                | Abstentions    | 16 089       | 23,15        | 12 245      | 17,62       |  |
| Votants        | Votants                    | Votants        | 53 418       | 76,85        | 57 232      | 82,38       |  |
| Blancs et nuls | Blancs et nuls             | Blancs et nuls | 894          | 1,67         | 1 308       | 2,29        |  |
| Exprimés       | Exprimés                   | Exprimés       | 52 524       | 98,33        | 55 924      | 97,71       |  |

#### Quatrième circonscription (Sarlat)
| Candidat       | Candidat                    | Parti          | Premier tour | Premier tour | Second tour | Second tour |  |
| Candidat       | Candidat                    | Parti          | Voix         | %            | Voix        | %           |  |
| -------------- | --------------------------- | -------------- | ------------ | ------------ | ----------- | ----------- |  |
|                | Jean-Jacques de Peretti     | RPR (UNM)      | 18 606       | 34,20        | 24 137      | 42,56       |  |
|                | Lucien Dutard sortant réélu | PCF            | 17 917       | 32,93        | 32 582      | 57,44       |  |
|                | René Magnanou               | PS             | 17 884       | 32,87        | Retrait     | Retrait     |  |
|                |                             |                |              |              |             |             |  |
| Inscrits       | Inscrits                    | Inscrits       | 71 665       | 100,00       | 71 653      | 100,00      |  |
| Abstentions    | Abstentions                 | Abstentions    | 16 463       | 22,97        | 12 985      | 18,12       |  |
| Votants        | Votants                     | Votants        | 55 202       | 77,03        | 58 668      | 81,88       |  |
| Blancs et nuls | Blancs et nuls              | Blancs et nuls | 795          | 1,44         | 1 949       | 3,32        |  |
| Exprimés       | Exprimés                    | Exprimés       | 54 407       | 98,56        | 56 719      | 96,68       |  |